# Tarraco Arena Plaza
El Tarraco Arena (anteriormente TAP; en catalán: Tarraco Arena Plaça), y originalmente conocido como Plaza de toros de Tarragona, es un edificio histórico de estilo modernista construido por el arquitecto local Ramón Salas Ricomá y que está considerado como una de las primeras muestras del Modernismo en la provincia de Tarragona.
El inmueble ocupó su uso primigenio hasta el año 2006 cuando la reforma iniciada por la Diputación de Tarragona, propietaria del edificio, imposibilitó que se siguieran celebrando festejos taurinos en su interior, amparados en la legislación aplicable en Cataluña. 
La inauguración de la plaza de toros tuvo lugar con la celebración de una corrida de toros de la ganadería de Antonio Hernández y Félix Gómez, que estoquearon los diestros Rafael Molina "Lagartijo" y Salvador Sánchez "Frascuelo".

## Historia de la plaza
La celebración de festejos taurinos en Tarragona no se limita a la actual plaza de toros puesto que se tiene constancia de la organización de corridas de toros "a beneficio de los heridos" de las guerras carlistas en el campo tarraconense en mayo de 1874.
 

La Plaza de toros de Tarragona, como inmueble destinado a la celebración de espectáculos taurinos, fue uno de los inmuebles que sirvieron como oferta de ocio para la ciudad durante los años cincuenta del siglo XX, junto a las salas de cine o el antiguo estado de fútbol del Nàstic de Tarragona: 
Malgrat tot, existien algunes possibilitat per a gaudir del temps de lleure i, a més de la pràctica esportiva, l’any 1950 havia a Tarragona: cinc sales de cinema, tres teatres, cinc sales de festes, dos frontons, la plaça de toros i l’estadi del Club Gimnàstic a l’avinguda de Catalunya
---
A pesar de todo, existían algunas posibilidades de disfrutar del tiempo libre y, además de la práctica deportiva, en el año 1950 había en Tarragona cinco salas de cine, tres teatros, cinco salas de fiesta, dos frontones, la plaza de toros y el estadio del Club Gimnàstic en la Avenida de Catalunya

Desde su inicio, el coso tarraconense acogió además de espectáculos taurinos, organizados en los primeros años desde su inauguración por el empresario Pelegrín Borrell, encuentros empresariales así como lanzamientos de globos aerostáticos.

### Arquitectura
La inauguración de la nueva Plaza de toros de Tarragona supuso una noticia de interés para los periódicos del momento quienes recogían, puntualmente, el avance de las obras del coso taurino y algunas de sus principales características. Los trabajos de Ramón Salas, el arquitecto de la obra, se mencionaban meses previos al estreno de la plaza; concretamente en el Boletín de loterías y de toros: 
La plaza de toros de Tarragona será una de las primeras de España. Los planos y dirección de las obras estuvieron y están encomendadas al ilustrado arquitecto D. Ramón Salas. Se halla situada en el cruce de las calles de Jaime I la trasversal de la Puerta de Lérida.
La entrada principal y su cuerpo saliente se halla en el indicado cruce. Esbelta y elegante, de arquitectura romana, ofrece un bello conjunto.El diámetro interior de la plaza, entre las columnas que soportan los pisos de los palcos, es de ochenta metros; el diámetro del ruedo, de cincuenta y un metros; el total del edificio, de noventa y cuatro; el ancho del callejón, entre barreras, es de dos metros.
Forma la plaza exteriormente un polígono de cuarenta y ocho lados de ciento veintinueve interiormente. Columnas de hierro sostienen los pisos de los palcos é iguales soportes tendrá la techumbre de ellos, aún no colocada.
Ochenta escaleras dan paso á gradas y palcos; ocho vomitorios y tres puertas á los tendidos.Las tres puertas son: la de órdenes, la de cuadrillas y la de arrastre. Las puertas de toriles están colocadas frente al palco de la presidencia y puerta de órdenes,
Las gradas son cinco y los tendidos veintiuno; estos de piedra artificial, excepto los asientos de barrera y contrabarrera, que son de madera.
Hierro, piedra y ladrillo son los materiales empleados en la construcción. La mampostería, combinada con el ladrillo, forma una fábrica mixta.
Las cuadras y picaderos, así como el patio de arrastre, son espaciosos; los corrales, tres independientes, por medio de un callejón que conduce á los de espera, situados frente á los chiqueros: éstos se componen de hileras de cinco cada uno.
Faltan para la terminación de la plaza los palcos correspondientes á la mitad del circo; y los techos de los presentados, que para la inauguración han sido cubiertos con lona. Desde las ventanas exteriores de un lado de la plaza se ve la campiña de Tarragona; del otro lado se abarca gran extensión del Mediterráneo.

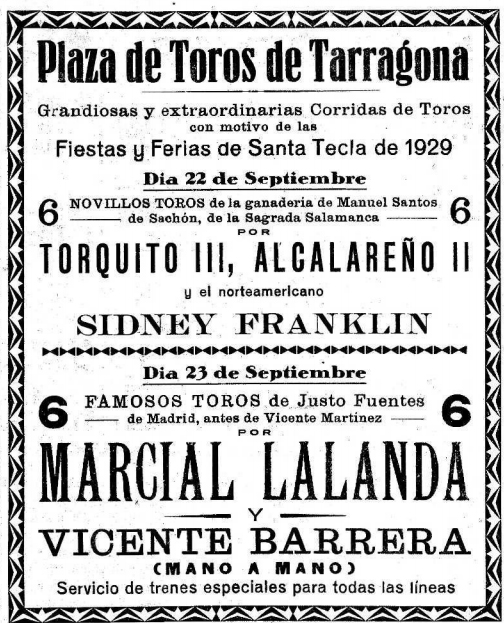
Cartel de la Plaza de toros de Tarragona del 22 de septiembre de 1929 donde participó el estadounidense Sidney Franklin

Algunas de las innovaciones arquitectónicas que introdujo Salas a este edificio fue la incorporación de pilares de hierro forjado para sostener los pisos superiores; fórmula que, más tarde, aplicaría también en la Casa del Marqués de Montemuzo (Zaragoza). Unas piezas que fueron realizadas por la Sociedad Material para ferrocarriles y construcciones, de Barcelona, la cual estaba proveyendo en esos años de tinglados metálicos para el Puerto de Barcelona o la construcción del muelle del llamado "ferrocarril del Mediodía".

### Toreros
A lo largo de la historia de la Plaza de Tarragona han sido muchos los diestros que han participado en las diferentes corridas organizadas. La feria taurina organizada con motivo de las fiestas patronales de Santa Tecla, en el mes de septiembre, atrajeron durante años a las principales figuras y también a las principales ganaderías del campo bravo.
Así, por ejemplo la inauguración del coso - el 23 de septiembre de 1883 - contó con la presencia de los toreros andaluces Rafael Molina "Lagartijo", de Córdoba, y el granadino Salvador Sánchez "Frascuelo":
Por este coso han pasado personalidades tales como Jesulín de Ubrique, Rivera Ordóñez, Serafín Marín o Juan José Padilla entre muchos otros.
Algunos de los toreros que han tomado la alternativa en este coso son José López, José Mª Plaza, Julián Calderón El Jato o Rubén Marín.
Algunos novilleros también han debutado en esta plaza, como el caso del granadino José García García "El Jose".

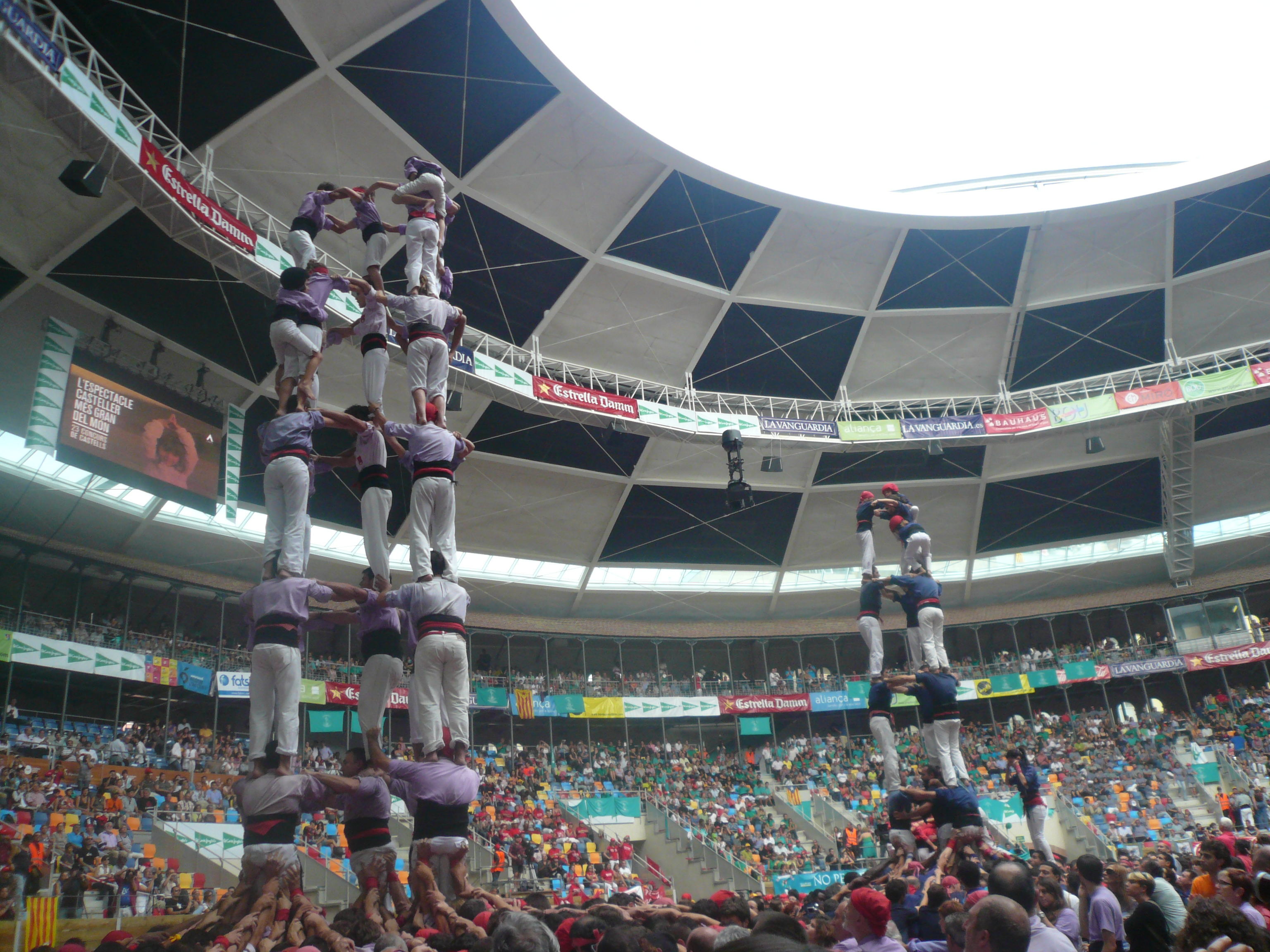
Un 5 de 8 de la Colla Jove Xiquets de Tarragona y un 3 de 7 con aguja de la colla Xiquets del Serrallo en el Concurso de Castells de 2010 en la Tarraco Arena Plaça.

## Uso actual
En el año 2006 empezaron unas obras de remodelación del coso con un gasto aproximado de 18 millones de euros. Por ese motivo se suspendieron, en principio de forma temporal, las corridas de toros. Tras construir la cúpula y todas las instalaciones, a excepción de las típicas de una plaza taurina, se aprobó la ley de prohibición de la tauromaquia en el territorio de Cataluña, por lo que la Diputación de Tarragona, actual propietaria del ruedo, se negó a remodelar las antiguas.
La reformada plaza abrió en 2010, con la instalación de la cúpula móvil que cubre la plaza, y ampliando la capacidad del recinto hasta las 10800 localidades.
Desde entonces, el local ha sido usado para eventos corporativos, deportivos, culturales, castillos humanos y espectáculos de diverso tipo, a excepción de los relacionados con la tauromaquia.
A fecha 15 de marzo de 2013, después de un concurso público, la gestión fue adjudicada a una empresa privada.
Desde su inauguración, se han celebrado las distintas ediciones del concurso de Castells de Tarragona, y en 2014 fue la sede de la final de la Supercopa de España de Balonmano.
Se han celebrado también conciertos de artistas como Status Quo, Los Suaves, Hombres G, Estopa, Marea o Manuel Carrasco, y el 14 de septiembre de 2017 acogió el primer acto de la campaña a favor del sí al referéndum de independencia de Cataluña de 2017, con la participación entre otros de Carles Puigdemont, Oriol Junqueras, Jordi Sànchez y Jordi Cuixart.